# Вольфсон, Мирон Борисович
Мирон Борисович (Меер-Шмера Бенцинович) Вольфсон (апрель 1880, Гомель — 22 мая 1932, Москва) — российский, советский издательский работник, книговед; один из основателей советской науки о книге и книжном деле.

## Биография
Родился в еврейской ортодоксальной семье лесного приказчика. Учился в хедере, ешиботе и под руководством раввинов, с 14-ти лет готовился экстерном. Испытал влияние идей еврейской просвещенской литературы («маскильства»); под влиянием старшей сестры Ольги Вольфсон примкнул к социал-демократии.
В 1896 г. участвовал в кружках саморазвития в Новозыбкове; в 1897 г. в Екатеринославе исполнял поручения сестры и других социал-демократов; в 1898 г. в Одессе участвовал в марксистских кружках, выполнял партийные поручения.
В конце 1898 г. в Гомеле вступил в РСДРП и в 1899—1901 гг. состоял членом Гомельского комитета партии. Участвовал в составлении прокламаций, организации подпольной типографии, проведении стачек; писал статьи для нелегальных журналов «Борьба» и «Дер Кампф» (на евр. яз.). С 31 марта по сентябрь 1899 г., затем с 29 декабря 1900 по февраль 1901 г. находился под арестом. В третий раз был арестован 22 апреля 1901 г. и 7 октября того же года приговорён за революционную деятельность к ссылке в Сибирь на 4 года. Был этапирован в Олёкминск, откуда трижды бежал (в декабре 1902, феврале и апреле 1903 г.), после чего сидел в тюрьмах (Бодайбо, Витим, Якутск) и был сослан в Среднеколымск. Освобождён в январе 1905 г., в марте выехал в Гомель.
В 1904—1905 гг. — член Полесского комитета РСДРП, руководил партийными организациями Могилёвского уезда. С 1905 г. служил в издательстве «Просвещение» (Петербург), участвовал в подготовке и издании «Большой» и «Технической энциклопедии», а также «Еврейской энциклопедии» (издательство «Брокгауз и Ефрон»). Работал в большевистской организации Василеостровского района; в 1906 г. отошёл от большевиков из-за разногласий по вопросам о бойкоте Думы и об аграрно-крестьянской линии.
Позже был студентом юридического, медицинского факультетов Юрьевского университета. Был членом центра объединённой социал-демократической группы, затем — уполномоченным Организационного комитета меньшевиков в Юрьеве.
В 1916 г. призван в армию, служил в Финляндии (172-й запасный пехотный полк). После Февральской революции — председатель совета солдатских депутатов, затем член Петроградского совета (заведовал издательством меньшевиков); до октября 1917 г. примыкал к левому крылу меньшевиков. После Октябрьской революции вышел из меньшевистской партии из-за разногласий по вопросу об отношении к советской власти.
В 1918—1921 гг. вёл партийную работу на Украине (Полтавская губерния, Харьков). В 1920 г. вступил в РКП(б).
С 1921 г. — в Москве, работал в Госиздате РСФСР (член правления, главный редактор). В 1923 г. — в составе инициативной группы по подготовке к изданию «Советской энциклопедии». Совместно с О. Ю. Шмидтом разработал план объединения издания, фактически осуществлённый при образовании ОГИЗ РСФСР, участвовал в выпуске в свет первого собрания сочинений В. И. Ленина. Был заместителем главного редактора Малой Советской Энциклопедии, помощником главного редактора Большой Советской Энциклопедии.
22 мая 1932 г. погиб под колёсами поезда в окрестностях Москвы при переходе линии железной дороги.

## Научная деятельность
Был профессором 1-го и 2-го московских университетов.
Автор работ по вопросам политэкономии, истории, а также становления и развития издательского дела в СССР (статьи: «К истории нашей книжной культуры», «Важнейшие этапы развития Госиздата», «Энциклопедия пролетарского строительства» и др., а также книги, см. ниже).

## Основные работы
- Вольфсон М. Б. Большая советская энциклопедия : [Рец.] // Журналист. — 1926. — № 11.
- Вольфсон М. Б. Восьмой съезд. — 2-е изд. — Харьков: Пролетарий, 1928. — 56 с. — (История ВКП(б) в съездах).
  - . — 5-е изд. — Харьков: Пролетарий, 1930. — 48 с.
- Вольфсон М. Б. Мировая война и её последствия // Манифест Коминтерна к мировому пролетариату. — М.: Гос. изд., 1924.
- Вольфсон М. Б. О методологии составления второй пятилетки печати. — М., 1932. — 8 с.
- Вольфсон М. Б. Об Останкиных и современной интеллигенции : Вместо предисловия // Романов П. С. Право на жизнь или проблема беспартийности. — М., 1927. — С. 5—15.
- Вольфсон М. Б. Одолеем ли мы нашу техническую отсталость. — М. ; Л.: Гос. изд-во, 1928. — 37 с. — (О решениях 15 съезда ВКП(б). Библиотека «Простые беседы»).
- Вольфсон М. Б. Очерки обществоведения. — М.: Гос. изд-во, 1922. — 196 с.
  - книга выдержала 12 изданий в Москве и Петрограде/Ленинграде в 1922—1928 гг.; издавалась также в Курске, Ташкенте, Томске, Харькове.
- Вольфсон М. Б. Политграмота. — М.: Работник просвещения, 1929. — 72 с. — (Ступени самообразования. Систематические программы самообразовательного чтения. Обществоведческий цикл).
- Вольфсон М. Б. Пути советской книги. — М.: Гос. изд-во, 1929. — 112 с.
- Вольфсон М. Б. Союз Советских Социалистических Республик (СССР) и капиталистический мир : (Опыт политграмоты). — М.: Гос. изд-во, 1925. — 558 с.
  - . — 3-е изд., испр. и доп. — М. ; Л.: Гос. изд-во, 1925. — 480 с.
- Вольфсон М. Б. Строительство социализма в СССР : Рабочая книга по обществоведению для 7-го года ФЗС и ШКМ. — М. ; Л.: Огиз : Гос. учеб.-пед. изд-во, 1931. — 205 с.
- Вольфсон М. Б. Экономические формы СССР. — 2-е изд. — М. ; Л.: Мол. гвард., 1924. — 131 с. — (Политграмота комсомольца).
  - . — 6-е изд., перераб. и доп. — М.: Мол. гвард., 1928. — 203 с.
- Вольфсон М. Б. Элементарный курс политической экономии. — М. ; Пг.: Гос. изд-во, 1924. — 165 с.
  - . — 3-е изд. — М.: Гос. изд-во, 1924. — 176 с.
- Вольфсон М. Б. Учебник политграмоты для нормальных школ : (в 3-х т.). — М. ; Л.: Гос. изд-во, 1925—1926. — 328+166+151 с.
  - . — М. ; Л.: Госиздат, 1926.
- Вольфсон М. Б. Хозяйственное положение СССР и XV Партконференция. — Харьков: Пролетарий, 1927. — 70 с. — (К итогам XV Всесоюзной партконференции).
- Вольфсон М. Б. Чему учит политэкономия. — Харьков: Пролетарий, 1926. — 84 с. — (Рабочая б-ка).
- Вольфсон М. Б., Гак Г. М. Очерки по историческому материализму : Учебное пособие для совпартшкол и марксистско-ленинских кружков. — М. ; Л.: Гос. изд-во, 1929. — 240 с.
  - Очерки исторического материализма : Пособие для совпартшкол и марксистско-ленинских кружков. — 2-е изд., перераб. и доп. — М. ; Л.: Огиз : Моск. рабочий, 1931. — 232 с.

## Награды
- заслуженный деятель науки РСФСР (1931).